# Vijaya Nandasiri
Vijaya Nandasiri (c. 1944 – Colombo, 8 de agosto de 2016) foi um dramaturgo e ator cingalês. Ele teve uma carreira variada começando no teatro e estendendo-se para o cinema como ator dramático; seus papéis mais recentes foram mergulhados na comédia e incluem créditos em sitcoms cingaleses como Nonawaruni Mahathwaruni, Ethuma e Kathura.